# Cirrochroa nasica
Cirrochroa nasica är en fjärilsart som beskrevs av Hans Fruhstorfer 1907. Cirrochroa nasica ingår i släktet Cirrochroa och familjen praktfjärilar. Inga underarter finns listade i Catalogue of Life.